# Lea (Wiltshire)
Lea – wieś w Anglii, w hrabstwie Wiltshire. Leży 59 km na północ od miasta Salisbury i 135 km na zachód od Londynu.